# Botany Bay (Grahamland)
Die Botany Bay (spanisch Bahía Botánica) ist eine kleine Bucht an der Südküste der zum Grahamland gehörenden Trinity-Halbinsel im Norden der Antarktischen Halbinsel. Sie liegt zwischen dem Church Point und dem Camp Hill.
Der Falkland Islands Dependencies Survey nahm im Dezember 1946 Vermessungen der Bucht vor. Das UK Antarctic Place-Names Committee benannte sie 1949 nach den dort gefundenen pflanzlichen Fossilien.